# Юн Гі Чхан
Юн Гі Чхан (кор. 윤기찬) - корейський фристайліст, що спеціалізується на могулі і паралельному могулі. Професійну кар'єру розпочав 14 березня 2009 року у віці 14 років на Національному чемпіонаті Японії (крім японців брали участь у могулі і паралельному могулі аргентинець і два корейці, один із яких і є Юн Гі Чхан). Тоді він був лише 69-им у могулі і 61-им у паралельному могулі. Інколи брав участь у місцевих змаганнях у Японії та на етапах Кубка Австралії і Нової Зеландії. У 2011 році брав участь у чемпіонат світу-2011, що тоді проходив у Дір-Веллі. Там він був 29-им у могулі. Участі у паралельному могулі не брав. 

## Здобутки

### Чемпіонати світу
| № | Дата       | Місце                                      | Дисципліна | Результат | Очки |
| - | ---------- | ------------------------------------------ | ---------- | --------- | ---- |
| 1 | 02/02/2011 | Чемпіонат світу з фристайлу 2011 Дір-Веллі | Могул      | 29        | 8.31 |